# Ibuki (Street Fighter)
Pour les articles homonymes, voir Ibuki.
Ibuki (いぶき, Ibuki) aussi écrit 息吹, est un personnage fictif de la série Street Fighter apparu pour la première fois dans Street Fighter III: New Generation sorti en 1997. Ibuki est une jeune prodige ninja en formation d'un ancien clan, mais qui préférerait néanmoins vivre une vie normale d'une adolescente japonaise moderne.
Dans la saga Street Fighter III, Ibuki est doublée pour la version japonaise par Yuri Amano. Ayumi Fujimura lui succède pour doubler le personnage, notamment dans Street Fighter IV, Street Fighter X Tekken ou encore Street Fighter V. Ibuki est doublée par Kat Steel pour la version anglaise

## Biographie
Ibuki est une adolescente de « Glade of Ninjas », un village secret caché dans les montagnes du Japon qui abrite un ancien clan ninja. Malgré son entrainement au ninjutsu depuis l'enfance, Ibuki est une lycéenne ordinaire attirée par les idoles. Elle aspire à être plus insouciante et préfère les vêtements d'écolière ordinaire à sa tenue de ninja traditionnelle, qu'elle considère hideuse. Au combat, elle utilise le Taijutsu, un style de combat combinant plusieurs arts martiaux japonais. Ibuki est née un 6 décembre, mesure 1,62 mètre et pèse 46 kg.
D'autres membres du Clan ninja d'Ibuki apparaissent dans le stage des premiers jeux Street Fighter III, incluant Sanjō (三条), Enjō (円 城), Genda (玄 田) et Raion  (雷音). Avant chaque début de combat dans Street Fighter III: 3rd Strike - Fight for the Future, Ibuki s'entraine avec un jeune garçon nommé  Yūta Homura (蛇 悠 蛇, Homura Yūta), il vient du même village ninja qu'Ibuki. Il s'entraine d'ailleurs souvent avec Ibuki et une autre fille du village, Sarai Kurosawa (黒澤早雷, Kurosawa Sarai). Ibuki et Sarai font partie du même lycée.
Ibuki et Elena ont été les seuls personnages féminins à apparaitre dans la saga Street Fighter III jusqu'à ce qu'elles soient rejointes par Makoto et Chun-Li dans Street Fighter III: 3rd Strike - Fight for the Future. Dans les intrigues de Street Fighter III et Street Fighter III: 2nd Impact - Giant Attack, Ibuki est envoyée par son clan pour récupérer un mystérieux document « G » provenant de l'organisation de Gill, les Illuminati. Dans la séquence de fin d'Ibuki, Gill lui tend le fichier après leur combat. Dans 3rd Strike, Ibuki partage une séquence d'introduction spéciale avant le combat avec sa rivale Makoto. Dans son histoire de fin, elle est acceptée à l'université Sarusuberi.

## Design
Le personnage a été conçu à l'origine pour être un garçon ninja, la version masculine a été réutilisée pour Yūta Homura, le partenaire d'Ibuki pour son entrainement. La conception d'Ibuki est décrite comme une jeune femme mince et athlétique avec de longs cheveux noirs. Sa tenue de combat habituelle et dans laquelle elle apparait dans la plupart des jeux, est en tenue de type ninja dogi, composé d'un vêtement sans manches, d'un pantalon baggy avec une fente sur les côtés, de protège-bras et d'un masque qui cache la moitié inférieure de son visage. De simples bandages sont utilisés pour couvrir une partie de ses pieds et remontent jusqu'aux tibias. Le costume alternatif d'Ibuki est un uniforme d'écolière japonaise bleu et blanc, ou des vêtements décontractés dans la même palette de couleurs. Pour Super Street Fighter IV, Ibuki a été le premier personnage venu à l'esprit quand il a été demandé à Capcom quels personnages pourraient revenir de la saga Street Fighter III.

## Apparitions
- 1997 - Street Fighter III: New Generation
- 1997 - Super Gem Fighter: Mini Mix
- 1997 - Street Fighter III: 2nd Impact - Giant Attack
- 1999 - Street Fighter III: 3rd Strike - Fight for the Future
- 2010 - Super Street Fighter IV
- 2012 - Street Fighter X Tekken
- 2015 - Ultra Street Fighter IV
- 2016 - Street Fighter V (Saison 1)